# Johan Philip Lansberg
Johan Philip Lansberg, auch van Lansberge und Philippe, (* 25. August 1561 in Gent; † 8. Dezember 1632 in Middelburg) war ein niederländischer Astronom und Geistlicher, bekannt als früher Vertreter der Kopernikanischen Lehre in den Niederlanden.

## Leben
Lansberg wurde in den spanischen Niederlanden geboren und als Calvinisten war die Familie Verfolgungen ausgesetzt. Die Familie verließ bald nach 1566 Gent  und ging über Frankreich nach England. Lansberg wuchs in England auf, wo er Mathematik und Theologie studierte. Genaueres ist nicht bekannt.
Nach der Utrechter Union 1579 konnte Lansberg in die Niederlande zurückkehren und ging als Calvinistischer Prediger zunächst nach Gent. 1580 erhielt er eine Pfarrstelle in Antwerpen und wurde auch von der Reformierten Kirche in Gent als Prediger in Exaerde und Saffelaere eingesetzt. Nach der Belagerung von Antwerpen durch die Spanier 1585 zog er mit anderen Calvinisten in die nördlichen Niederlande und ließ sich in Leiden nieder. Er setzte dort sein Theologiestudium fort und wurde im Oktober 1586 Pfarrer in Goes. Daneben befasste er sich mit Mathematik und Astronomie. Die Reformierte Kirche in Amsterdam erwog 1597 ihn dahin zu berufen, man nahm aber Abstand davon, da ihm schon damals der Ruf vorauseilte, sich mehr mit Astronomie zu beschäftigen. Im Rahmen der spanischen Bedrohung von Goes 1609 nahm Lansberg eine kompromisslose Haltung ein, die ihn in Konflikt mit der Stadt brachten. 1613 wurden er und sein Sohn als Pfarrer entlassen und er zog nach Middelburg. Dort scheint er sich neben der Beschäftigung mit Astronomie auch als Arzt betätigt zu haben.
Er war verheiratet und hatte sechs Söhne und vier Töchter. Sein Sohn Jacob (* 1590) war Arzt in Goes und außerdem Mathematiker, der nach dem Tod seines Vaters dessen astronomische Lehre in der Kopernikus-Nachfolge verteidigte. Sein Sohn Pieter wurde auch Pfarrer und assistierte seinem Vater in Goes.

## Werk

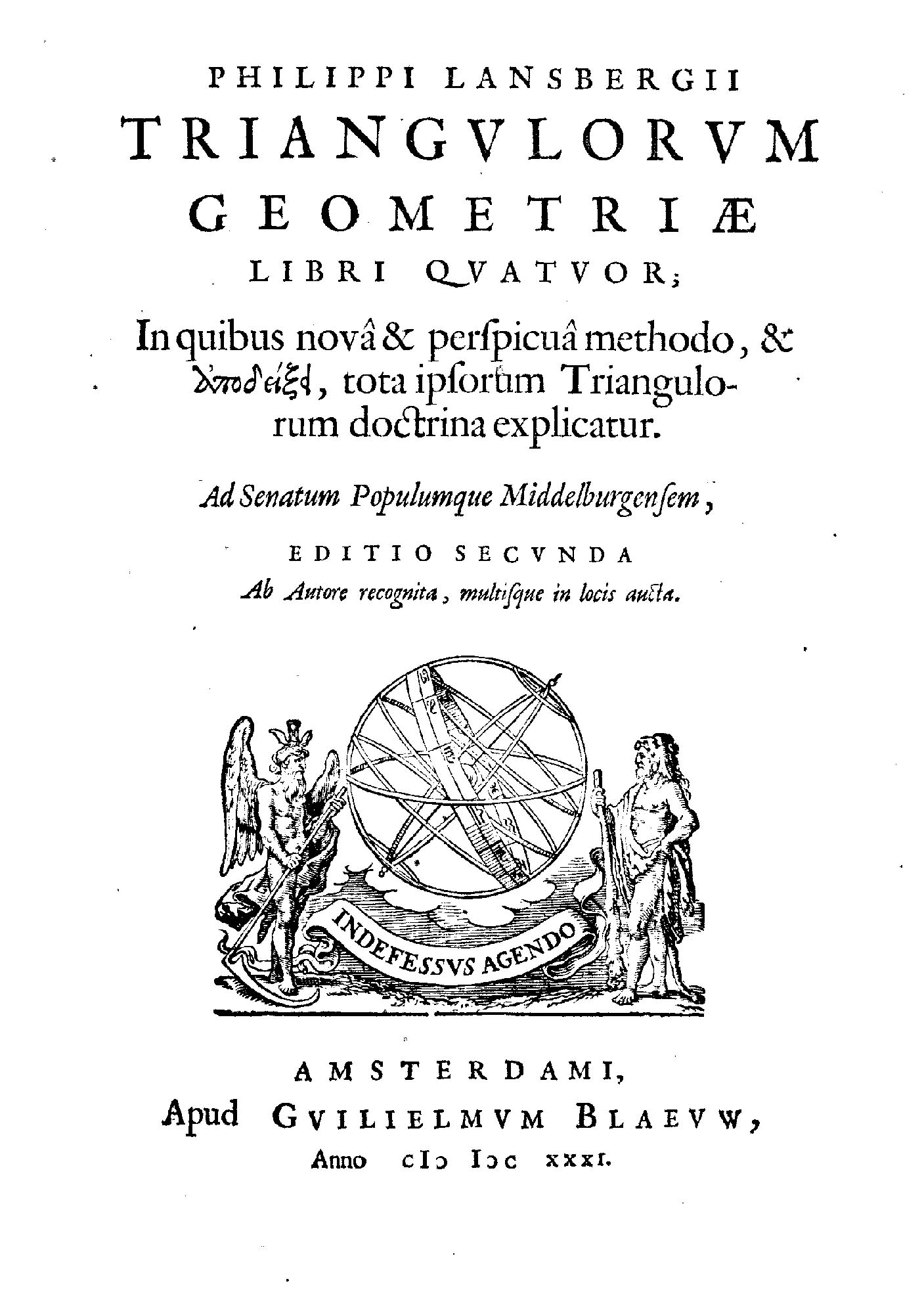
Triangulorum geometriae libri quatuor, 1631

Sein erstes Buch Triangulorum geometriae erschien 1591. Es enthielt Tafeln trigonometrischer Funktionen (die den Einfluss von Thomas Finck und François Viète zeigen) und Methoden zu deren Berechnung und behandelt sphärische Trigonometrie. Die Tafeln wurden unter anderem von Johannes Kepler verwendet.
1616 veröffentlichte er ein Buch, in dem er Pi bis auf 28 Stellen mit einer neuen Methode berechnete (Cyclometria nova), unter Verwendung der Quadratrix. Ludolf von Ceulen hatte 1615 Pi auf 35 Stellen nach der Methode von Archimedes berechnet.
In der Astronomie folgte er Kopernikus, war aber mit dessen Beobachtungen und dessen Darstellung unzufrieden und sah es zunächst als notwendig an, eigene Beobachtungen anzustellen. Seine ersten astronomischen Veröffentlichungen erschienen 1619 (Progymnasmatum astronomiae restitutae de motu solis) als erster Band eines Werks, in denen Berechnungsmethoden der Positionen von Sonne und Mond auch in der Vergangenheit dargestellt werden sollte (die beiden Folgebände, die die Position des Mondes behandeln sollten und die Präzession der Äquinoktien, erschienen nicht). Das Werk hatte nur geringen Erfolg. Ab 1628 arbeitete er mit dem jungen Astronomen Maarten van den Hove (Martinus Hortensius) als seinem Assistenten zusammen. Er veröffentlichte 1628 die zweite Auflage seines Buchs von 1619, ein Handbuch zur Benutzung astronomischer Instrumente (Astrolabium, Quadrant) und eine populäre Darstellung der Kopernikanischen Lehre in holländisch (Bedenckingen op den dagelyckshen, ende jaerlyckschen loop van den aerdt-kloot) und Latein (Commentationes in motum terrae diurnum, 1630). Das machte die Kopernikanische Lehre in den Niederlanden weiteren Kreisen bekannt, führte aber auch zu Konflikten mit Gegnern der Kopernikanischen Lehre wie Jean-Baptiste Morin (auch Anhänger der Kopernikanischen Lehre wie Ismael Boulliau kritisierten seine Argumente für diese). Die Auseinandersetzung mit seinen Kritikern wurde nach dem Tod von Lansberg von dessen Sohn Jacob fortgeführt.
Er wurde bekannt durch seine astronomischen Tafeln, Tabulae motuum coelestium perpetuae (Middelburg 1632), seinen Tafeln für die Planetenkonstellationen, an denen er schon 45 Jahre arbeitete, mitsamt der Darlegung der zugrundeliegenden Theorie und Beobachtungsergebnissen von Lansberg zum Beispiel zu Finsternissen. Er hatte die Tafeln zur Unterstützung des heliozentrischen Systems berechnet. Da er aber die Keplerschen Ellipsenbahnen ablehnte, waren die Tafeln im Allgemeinen den fünf Jahre zuvor erschienenen Rudolfinischen Tafeln Keplers unterlegen.
1639 konnte Jeremiah Horrox auf Grund der Lansbergschen Tafeln ergänzt durch eigene Beobachtungen einen Venustransit richtig voraussagen, der nach den Keplerschen Tafeln 9 Stunden früher erfolgt wäre.
Er veröffentlichte auch 1594 einen Band mit Predigten in Latein (nachgedruckt in Hanau 1620 und Frankfurt 1621 und 1645 ins Holländische übersetzt).
Nach ihm sind der Mondkrater Lansberg und der Asteroid (12173) Lansbergen benannt.